# Nidwaldner Höhenweg
Als Nidwaldner Höhenweg wird die Schweizer Wanderroute 88 (eine von 65 regionalen Routen) in den Urner Alpen bezeichnet. Sie beginnt am Stanserhorn und führt in sechs Etappen durch die Schweizer Kantone Nidwalden, Bern (zwischen Tannalp und Jochpass) und Obwalden (im Bereich Engelberg) um das Engelbergertal nach Niederbauen.
Start und Ziel sind mit Luftseilbahnen erschlossen. Neben der Seilbahnstation am Ziel befindet sich das Berggasthaus Niederbauen; es steht etwas unterhalb des Niederbauen Kulm, von wo man auch zum Urnersee absteigen (teilverkürzt durch die Luftseilbahn von der Alp Weid nach Seelisberg) kann, dann befindet man sich bereits im Kanton Uri.

## Etappen

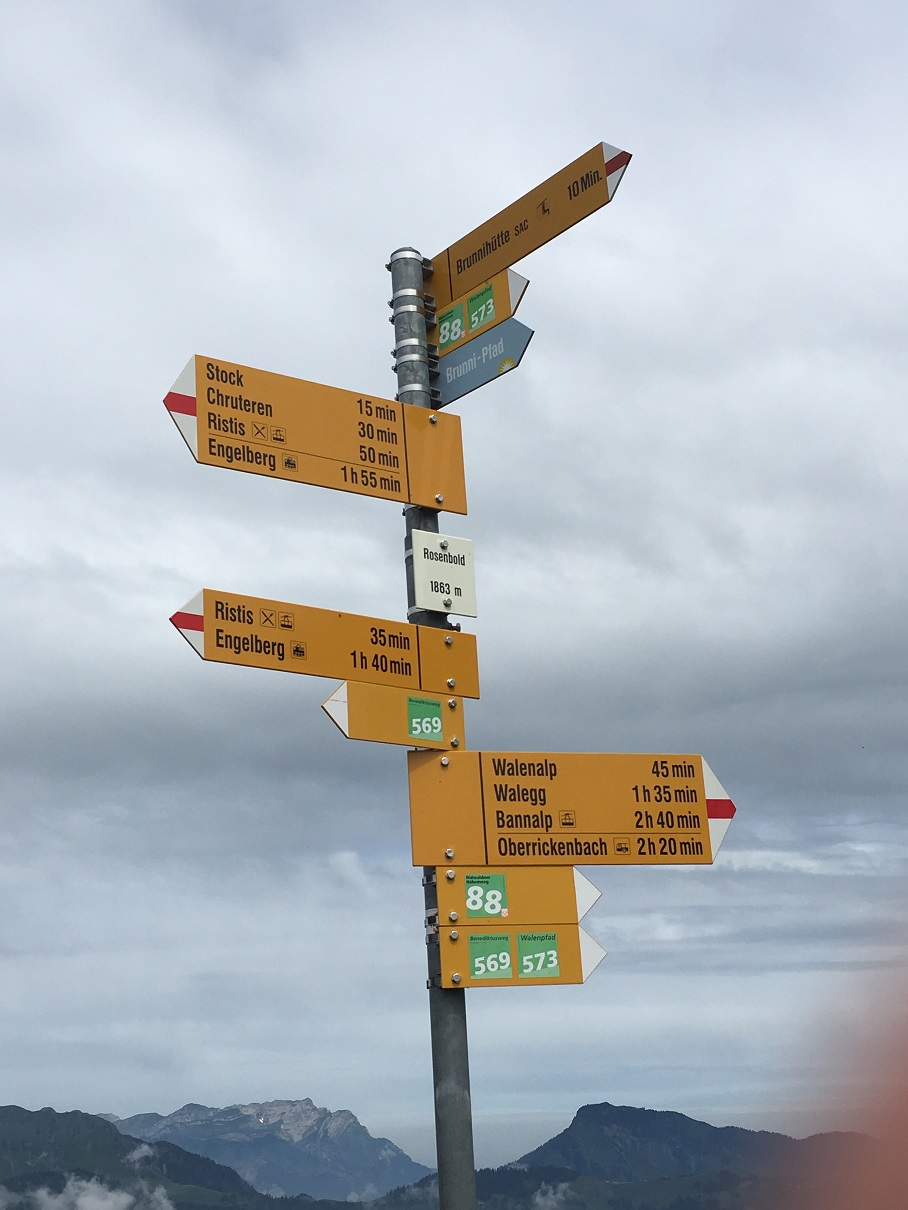
Rosenbold 1863 m ü. M., unweit Kulminationspunkt der 4. Etappe.

1. Stanserhorn – Schluchberg – Storeggpass: 13 km, 5 1⁄2 Std.
2. Storeggpass – Melchsee-Frutt: 13 km, 4 2⁄3 Std.
3. Melchsee-Frutt – Engelberg: 21 km, 6 1⁄4 Std.
4. Engelberg – Unterst Gerenmattli – Oberrickenbach: 22 km, 8 Std.
5. Oberrickenbach – Brisenhaus: 13 km, 4 3⁄4 Std.
6. Brisenhaus – Niederbauen: 12 km, 4 Std.

## Übernachtung

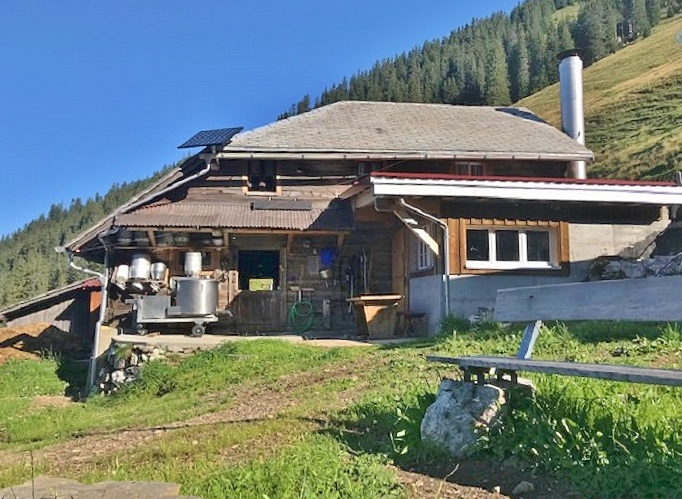
Oberlachen 1683 m ü. M., westlich des Lachengrätlis.

Da es am Storeggpass keine Übernachtungsmöglichkeit gibt, beendet man die erste Etappe bereits am Lachengrätli, von wo ein gekennzeichneter Pfad nach Oberlachen führt, wo man im Sommer auf der Alp übernachten kann. Am Folgetag geht man unterhalb des Grats zum Storeggpass, wo man wieder den markierten Weg erreicht. An den anderen Zwischenzielen gibt es Übernachtungsmöglichkeiten.

## Nachweis
1. ↑  Alle regionalen Routen bei «SchweizMobil».